# Lauren London
Lauren Nicole London (Los Angeles, 5 de dezembro de 1984) é uma atriz americana.
Ela namorou o rapper Nipsey Hussle, de 2013 até seu assassinato em 31 de março de 2019. O filho do casal, Kross Ermias Asghedom, nasceu em 31 de agosto de 2016.
London apareceu em videoclipes de cantores como Tyrese, Ludacris,Pharrell ("Frontin'')e Snoop Dogg.

## Filmografia
| Ano  | Título                    | Papel                   | Nota             |
| ---- | ------------------------- | ----------------------- | ---------------- |
| 2006 | ATL                       | Erin "New New" Garnett  |                  |
| 2007 | This Christmas            | Melanie 'Mel' Whitfield |                  |
| 2009 | I Love You, Beth Cooper   | Cammy                   |                  |
| 2009 | Next Day Air              | Ivy                     |                  |
| 2009 | Good Hair                 | ela mesma               |                  |
| 2011 | Madea's Big Happy Family  | Renee                   |                  |
| 2013 | Baggage Claim             | Sheree Moore            |                  |
| 2016 | The Perfect Match         | Ginger                  |                  |
| 2018 | Always & 4Ever            | Tammy                   |                  |
| 2018 | Poinsettias for Christmas | Patty Mason             | Telefilme        |
| 2021 | Without Remorse           | Pam Madden Clark        |                  |
| 2023 | You People                | Amira Mohammed          | Original Netflix |

### Televisão
| Year      | Title                           | Role                       | Notes                                                                       |
| --------- | ------------------------------- | -------------------------- | --------------------------------------------------------------------------- |
| 2006      | Everybody Hates Chris           | Monay, garota na limousine | Episódio: "Everybody Hates Funerals"                                        |
| 2007      | Entourage                       | Kelly                      | Episódios: "The Resurrection" and "The Prince's Bride"                      |
| 2008–09   | 90210                           | Christina Worthy           | 3 episódios                                                                 |
| 2009      | Keeping Up with the Kardashians | ela mesma                  | Episódio: "The Wedding"                                                     |
| 2011      | Single Ladies                   | Shelley                    | 4 episódios                                                                 |
| 2011      | Reed Between the Lines          | Jentry                     | Episódio: "Let's Talk About Computer Love"                                  |
| 2013–2015 | The Game                        | Keira Whitaker             |                                                                             |
| 2017      | Rebel                           | Kim                        | Episódio: "Chasing Ghosts"                                                  |
| 2017      | The Talk                        | Convidada                  | Episódio: "Guest Co-Hostesses Lauren London & Carnie Wilson/ Molly Shannon" |
| 2018      | Hip Hop Squares                 | Participante               | Episódio: "Dave East vs Nipsey Hussle"                                      |
| 2019      | Games People Play               | Vanessa King               | 10 episódios                                                                |
| 2021      | True Story                      | Monyca                     | 7 episódios                                                                 |